# Schiltach
Schiltach är en stad i Landkreis Rottweil i regionen Schwarzwald-Baar-Heuberg i Regierungsbezirk Freiburg i förbundslandet Baden-Württemberg i Tyskland.
Staden ingår i kommunalförbundet Schiltach tillsammans med kommunen Schenkenzell.